# كاري يوهانسون
كاري يوهانسون (بالفنلندية: Kari Johansson)‏ هو لاعب هوكي الجليد فنلندي، ولد في 15 فبراير 1947.

## وصلات خارجية
- كاري يوهانسون على موقع EliteProspects.com (الإنجليزية)
- كاري يوهانسون على موقع أوليمبيديا (الإنجليزية)